# یونس خالص
محمد یونس خالص درویش خانلی (۱۲۹۸ خورشیدی - ۲۹ تیر ۱۳۸۵) از رهبران مجاهدین افغان بود که رهبری حزب اسلامی افغانستان - شاخه خالص را بر عهده داشت. وی که به مولوی یونس خالص شهرت داشت، از علمای دینی مهم اهل سنت و از ریش‌سفیدان قوم پشتون بود و در دوران جنگ شوروی در افغانستان و جنگ‌های داخلی پس از آن نفوذ زیادی در این کشور به ویژه در مناطق شرقی داشت.

## زندگی‌نامه
خالص حدود سال ۱۲۹۸ خورشیدی در روستای قاضیان گندمگ ولسوالی خوگیانی در ولایت ننگرهار به دنیا آمد. تحصیلات خود را در مدارس دینی گذرانده و از آن دوران با برهان‌الدین ربانی آشنایی داشت. خالص به قبیله خوگیانی قوم پشتون تعلق داشته و نفوذ زیادی در منطقه ننگرهار داشت و نیروهای وابسته به او بیشتر بخش‌های ولایات ننگرهار و پکتیا را در اواخر دهه ۱۹۸۰ و اوایل دهه ۹۰ در اختیار خود داشتند.
خالص در سال ۱۳۵۲ پس از کودتای داوود خان علیه حکومت ظاهرشاه به پاکستان گریخت و در همین زمان به جنبش اخوان‌المسلمین پیوست و همراه با گلبدین حکمتیار حزب اسلامی افغانستان را تأسیس کرده اما کمی بعد در ماه جدی ۱۳۵۸ از رئیس خود جدا شده و حزب خود را با همان نام حزب اسلامی افغانستان پایه گذاشت. گفته می‌شود دلیل اختلاف او با حکمتیار این بود که حکمتیار برای حفظ نیروهای خود از جنگ خودداری می‌کرد.
مولوی یونس خالص در سال ۱۹۸۸ به همراه عده دیگری از رهبران مجاهدین سفری به مقر سازمان ملل متحد در آمریکا داشت و با رونالد ریگان، رئیس‌جمهور وقت آمریکا، نیز دیدار کرده بود. وی همچنین زمانی از نویسندگان نشریه «پیام حق» از نشریات وزارت عدلیه آنزمان افغانستان بود.
یونس خالص پس از سقوط حکومت کمونیستی و به قدرت رسیدن مجاهدین به کابل نرفت و در ننگرهار که بیشتر آن تحت کنترل نیروهای او بود، باقی ماند. خالص پس از قیام طالبان به آنان پیوست و پس از سقوط حکومت طالبان، علیه نیروهای آمریکایی در افغانستان اعلام جهاد کرده و در مخفیگاه زندگی می‌کرد. وی در ۲۹ تیرماه ۱۳۸۵ در اثر بیماری در محل نا معلومی درگذشت.